# 欧洲E763公路
欧洲E763公路（E763），也称E763高速公路，是欧洲的一条国际公路，是欧洲路网11号走廊（Corridor XI）的塞尔维亚段，连接塞尔维亚首都贝尔格莱德与黑山的比耶洛波列，而后可通过黑山国内高速公路通向亚得里亚海边的巴尔港，是塞尔维亚的出海快捷通道。总体呈南北走向，全长约348 km（216 mi）。塞境内段也是塞尔维亚A2高速公路的部分路段，全长约258 km（160 mi）。

## 路线
- 塞爾維亞
  - ：新贝尔格莱德 -- 苏尔钦（与E70／E75交汇） -- 跨过萨瓦河 -- 奥布雷诺瓦茨  -- 利格 -- 查查克（与E761并线） --  波热加（并线结束） -- 新瓦羅什 -- 謝尼察
- 蒙特內哥羅
  - 德拉奇诺瓦茨 - 比耶洛波列 - 利巴尔维那（英语：Ribarevina）

## 建设
这条公路最早开始建设的路段为乌博—拉伊科瓦茨段，由塞尔维亚政府出资，本地公司建设，建设期为2011年至2014年，但建成后并未投入使用，直到与奥布雷诺瓦茨-利格段一起于2019年8月18日通车。
利格—普瑞力纳段全长40.3公里，是E763塞尔维亚段（塞尔维亚A2高速公路）首个通车投入使用的路段，包括三部分：利格—博利科夫齐、博利科夫齐—塔科沃和塔科沃—普瑞力纳路段。2012年承包给阿塞拜疆建筑公司AzVirt施工，2016年11月7日通车，造价为3.08亿欧元，由阿塞拜疆政府提供贷款支持。
苏尔钦—奧布雷諾瓦茨段全长17.586公里，合同金额2.33亿美元，项目整体工期36个月。由中国交通建设股份有限公司（中国交建）设计和建造，设计时速120公里，双向四车道，全线包含全长1581米的跨萨瓦河和克鲁巴拉河特大桥1座，命名为“塞中元首友谊大桥”，中小桥12座，互通立交2处。该路段施工于2017年3月1日举行开工仪式，5月5日正式开始施工。2019年12月18日，该段道路通车，塞尔维亚总统武契奇、总理布尔纳比奇以及中国驻塞尔维亚大使陈波等出席仪式。
奥布雷诺瓦茨—乌博段和拉伊科瓦茨—利格段，合计50.2公里，双向四车道，设计时速为130公里。该路段由中国山东高速集团从2013年开始以施工总承包模式承建，合同金额3.75亿美元，融资资金来自中国进出口银行。乌博—拉伊科瓦茨段的修复升级工程后来也由山东高速集团承接。奥布雷诺瓦茨—利格段于2019年8月18日在利格举行通车仪式。
普瑞力纳—波热加段全长30.96公里，双向四车道，设计时速为平原区120公里，山区100公里。2017年5月中塞双方在北京举行的“一带一路高峰论坛”上签署有关该段的合作谅解备忘录。2017年11月27日，中国交通建设股份有限公司与塞尔维亚政府正式签订该段的项目商务合同，合同金额约5.2亿美元，工期42个月。
新贝尔格莱德-苏尔钦段全长7.9公里。2019年8月18日，塞尔维亚副总理兼建设、交通和基础设施部部长米哈伊洛维奇同中国交建集团代表张晓元签署E763高速公路新贝尔格莱德-苏尔钦段商务合同。2023年4月1日，塞尔维亚E763高速公路新贝尔格莱德-苏尔钦段通车。